# Torre (Serra da Estrela)
A Torre é o ponto de maior altitude da Serra da Estrela e também de Portugal Continental, e o segundo mais elevado de Portugal (apenas a Montanha do Pico, nos Açores, tem maior altitude, com 2 351 m). Este ponto não é um cume característico de montanha, mas sim o ponto mais alto de uma serra. A Torre tem a característica incomum de ser um topo acessível por uma estrada pavimentada, no fim da qual há uma rotunda com um monumento simbólico da Torre, existindo também um marco geodésico. Diz-se, embora tal não seja confirmado, que o rei D. João VI teria no início do século XIX mandado erigir aqui um monumento em pedra, de modo a completar a altitude até chegar aos 2 000 m.
O ponto situa-se no limite das freguesias de Unhais da Serra (Covilhã), São Pedro (Manteigas), Loriga (Seia) e Alvoco da Serra (Seia), sendo, por isso, pertença de três municípios: Covilhã, Manteigas e Seia. A Torre também dá o nome à localidade onde está situada, a parte mais elevada da serra.
A altitude da Torre é de 1993 m, conforme acertos introduzidos por medições realizadas pelo Instituto Geográfico do Exército. Precisamente no ponto mais elevado foi construída um marco geodésico homónimo, que assinala o ponto mais elevado da Serra da Estrela. A sua proeminência topográfica é de 1 204 m (o cume-pai é o Pico de Almançor, em Espanha) e o isolamento topográfico é de 159,17 km
No local há um grande miradouro do qual se observa uma vista desobstruída sobre a paisagem de vales encaixados numa zona de contacto entre xisto e granito, recortados por diversos cursos de água. As temperaturas mais baixas de Portugal são registadas no cume da Serra da Estrela, chegando mesmo a atingir -20 °C no inverno.

## Interesse turístico

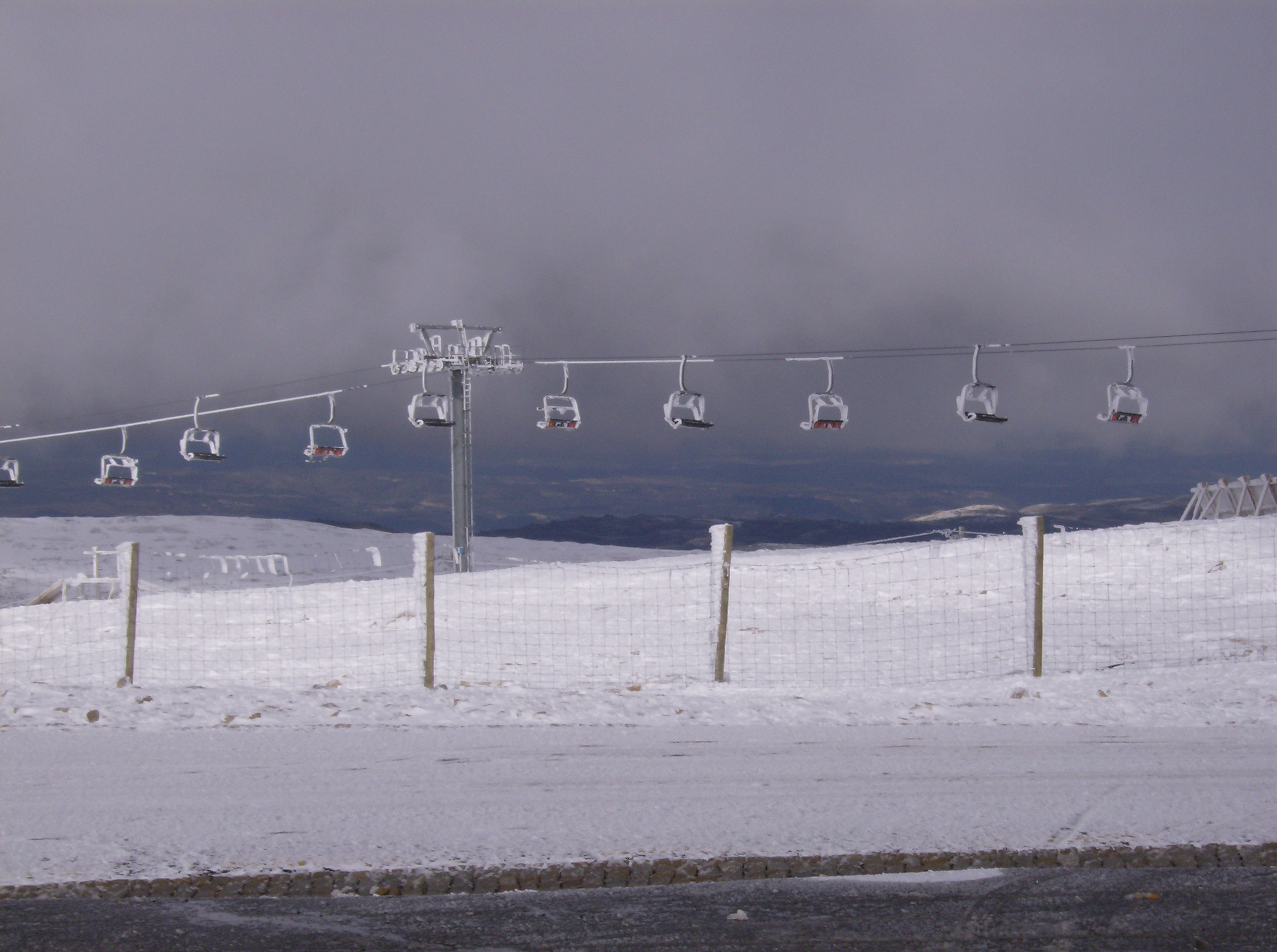
Telecadeiras da estância de esqui próxima da Torre, em janeiro de 2007

A Torre é famosa pela queda de neve durante os meses de inverno, atraindo um grande número de turistas. Durante o verão, em dias claros, a vista pode abranger até ao mar, vendo-se ao longe a zona da Figueira da Foz.
No local há um restaurante e lojas com produtos típicos da região, como o queijo da Serra da Estrela, a Estância de Esqui Vodafone e um monumento gravado na rocha em homenagem a Nossa Senhora da Boa Estrela, padroeira dos pastores.
A área urbana mais próxima deste local é a cidade da Covilhã, distante cerca de 20 km, e os alojamentos mais próximos da Torre estão situados na localidade das Penhas da Saúde, a cerca de 10 min de distância.
Em setembro de 2016, a Turistrela, empresa concessionária do Turismo na Serra da Estrela, anunciou que quer construir uma rede de teleféricos de acesso à Torre para permitir a subida de turistas até ao ponto mais alto da montanha, mesmo quando as estradas estão fechadas.

### Loja oficial Serra da Estrela
Em 26 de junho de 2022 vai ser inaugurado, um novo espaço dedicado aos pastores e ao produto do seu trabalho: a lã e o leite das ovelhas Bordaleiras.
Diariamente, um total de 236 pastores asseguram diariamente a continuidade da Ovelha Bordaleira da Serra da Estrela, a principal raça ovina leiteira de Portugal e também a primeira a ter livro genealógico.
No espaço, serão colocadas à venda almofadas feitas de 100% de Lã Bordaleira, aproveitando a lã das ovelhas, que não tinha escoamento por falta de valor económico; Queijo Serra da Estrela DOP, produzido com o seu leite; e o pastel de bacalhau com Queijo Serra da Estrela DOP, forma encontrada para o escoamento do queijo.
Este projeto constitui uma forma de “apoiar o trabalho dos pastores da Serra da Estrela e assegurar a continuidade da profissão e da raça da ovelha Bordaleira, contribuindo para o desenvolvimento da economia local e para a sustentabilidade social do território”.
De referir que, “de 275 000 ovelhas desta raça existentes nos anos 80 do séc. XX, há atualmente pouco mais de 23 000”. A diminuição deste número é “uma consequência do abandono progressivo da profissão de pastor.
O exterior do novo espaço é inspirado nos bardos, as cercas que normalmente acolhem as ovelhas no campo. O interior é compartimentando em três, evidenciando dois dos ciclos que protagoniza a raça Bordaleira da Serra da Estrela: o da lã, com almofadas 100% lã de ovelha Bordaleira, e o do queijo, com a comercialização de queijo Serra da Estrela DOP e do pastel de bacalhau.

## Clima
| Dados climáticos para Torre, 1971-2000 | Dados climáticos para Torre, 1971-2000 | Dados climáticos para Torre, 1971-2000 | Dados climáticos para Torre, 1971-2000 | Dados climáticos para Torre, 1971-2000 | Dados climáticos para Torre, 1971-2000 | Dados climáticos para Torre, 1971-2000 | Dados climáticos para Torre, 1971-2000 | Dados climáticos para Torre, 1971-2000 | Dados climáticos para Torre, 1971-2000 | Dados climáticos para Torre, 1971-2000 | Dados climáticos para Torre, 1971-2000 | Dados climáticos para Torre, 1971-2000 | Dados climáticos para Torre, 1971-2000 |
| Mês                                    | Jan                                    | Fev                                    | Mar                                    | Abr                                    | Mai                                    | Jun                                    | Jul                                    | Ago                                    | Set                                    | Out                                    | Nov                                    | Dez                                    | Ano                                    |
| -------------------------------------- | -------------------------------------- | -------------------------------------- | -------------------------------------- | -------------------------------------- | -------------------------------------- | -------------------------------------- | -------------------------------------- | -------------------------------------- | -------------------------------------- | -------------------------------------- | -------------------------------------- | -------------------------------------- | -------------------------------------- |
| Média alta °C (°F)                     | 2.5 (36.5)                             | 3.0 (37.4)                             | 4.0 (39.2)                             | 7.5 (45.5)                             | 10.5 (50.9)                            | 13.5 (56.3)                            | 17.5 (63.5)                            | 17.5 (63.5)                            | 14.0 (57.2)                            | 8.5 (47.3)                             | 4.5 (40.1)                             | 3.0 (37.4)                             | 8.83 (47.9)                            |
| Média diária °C (°F)                   | 0.8 (33.4)                             | 1.2 (34.2)                             | 2.3 (36.1)                             | 4.3 (39.7)                             | 7.2 (45)                               | 10.5 (50.9)                            | 14.3 (57.7)                            | 14.3 (57.7)                            | 11.7 (53.1)                            | 6.5 (43.7)                             | 3.2 (37.8)                             | 1.5 (34.7)                             | 6.48 (43.67)                           |
| Média baixa °C (°F)                    | −1.0 (30.2)                            | −0.5 (31.1)                            | 0.5 (32.9)                             | 1.0 (33.8)                             | 4.0 (39.2)                             | 7.5 (45.5)                             | 11.0 (51.8)                            | 11.0 (51.8)                            | 9.5 (49.1)                             | 4.5 (40.1)                             | 2.0 (35.6)                             | 0.0 (32)                               | 4.13 (39.43)                           |
| Precipitação média mm (pol.)           | 350 (13.78)                            | 300 (11.81)                            | 180 (7.09)                             | 240 (9.45)                             | 200 (7.87)                             | 100 (3.94)                             | 30 (1.18)                              | 30 (1.18)                              | 120 (4.72)                             | 220 (8.66)                             | 270 (10.63)                            | 400 (15.75)                            | 2 440 (96,06)                          |
| Fonte: IPMA                            |                                        |                                        |                                        |                                        |                                        |                                        |                                        |                                        |                                        |                                        |                                        |                                        |                                        |

## Galeria

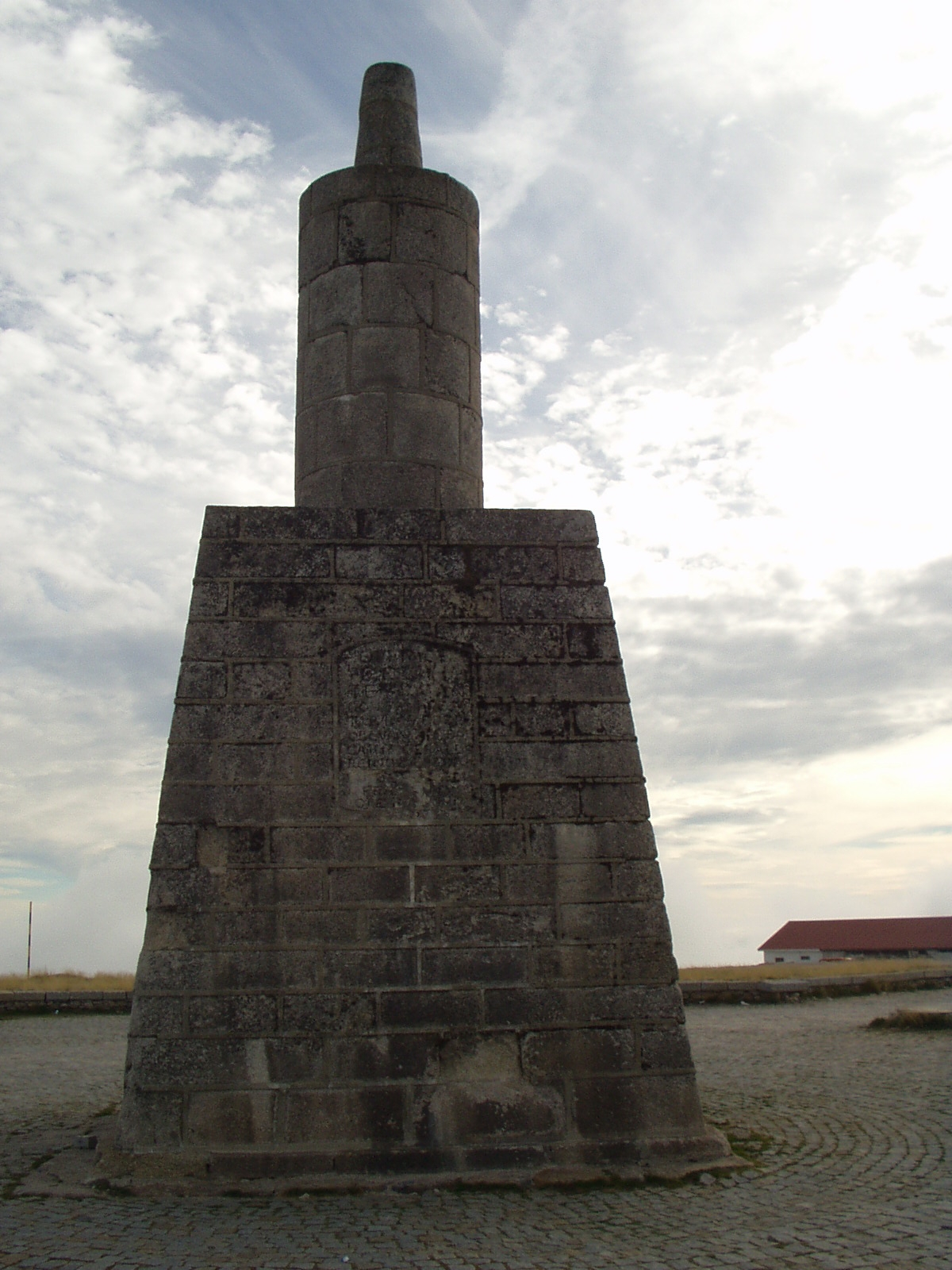
Marco geodésico
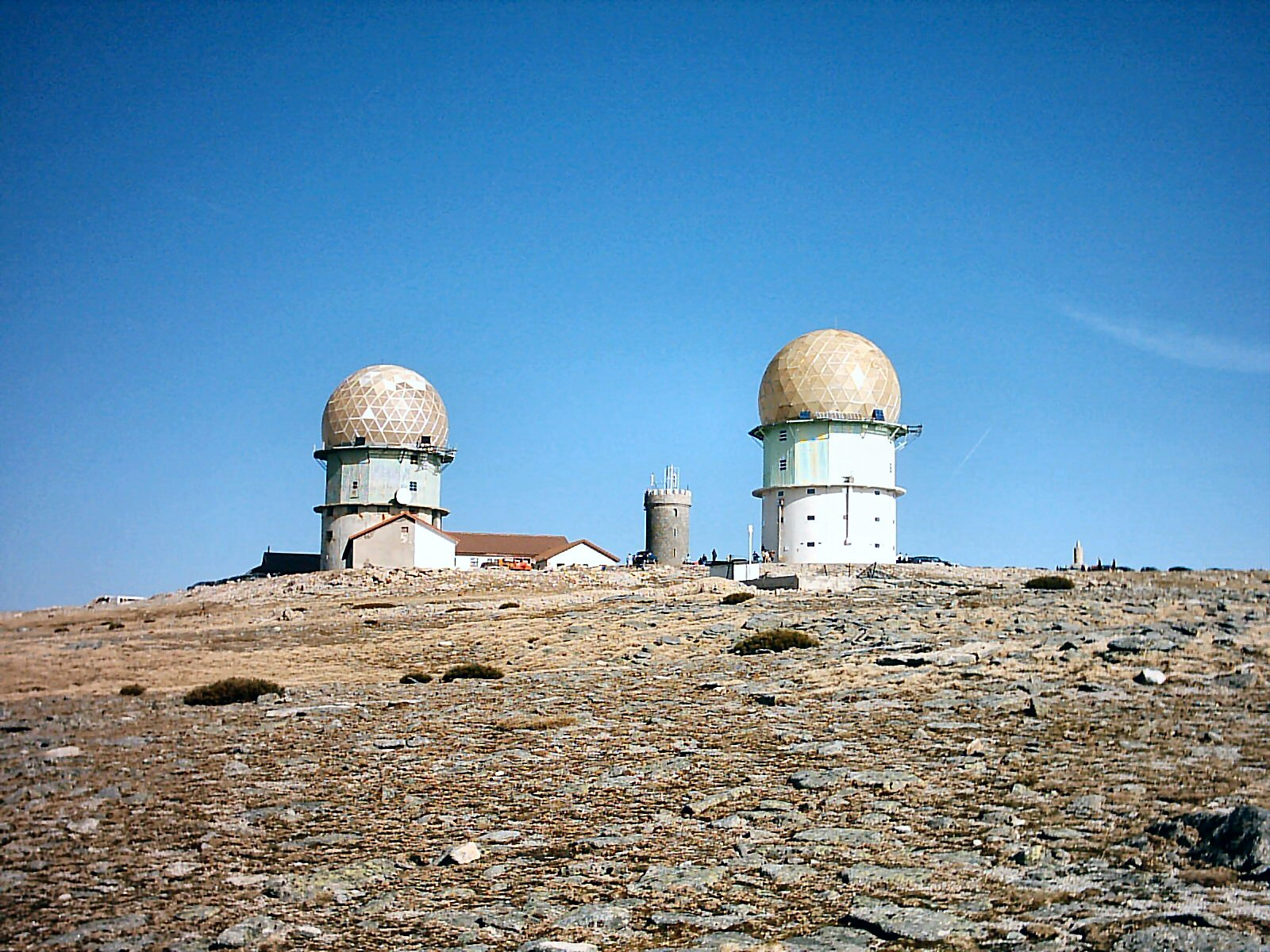
Torre no verão
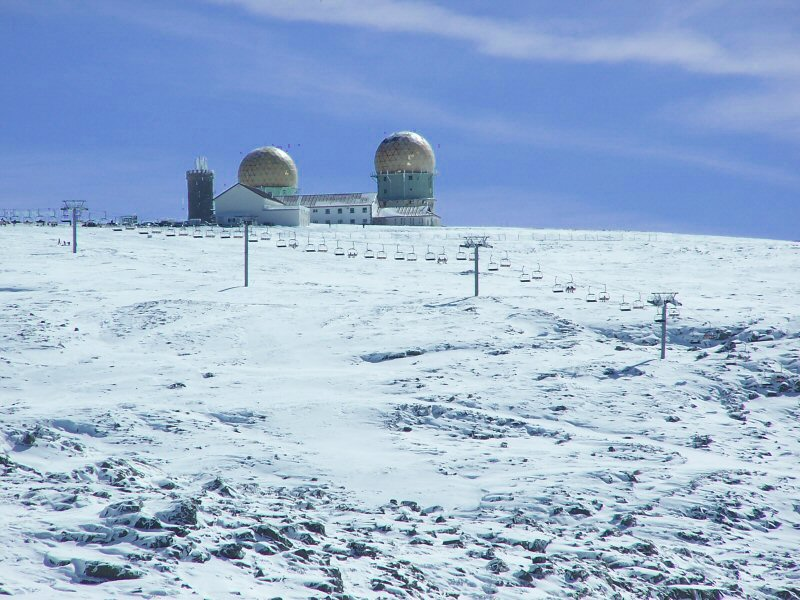
Torre no inverno
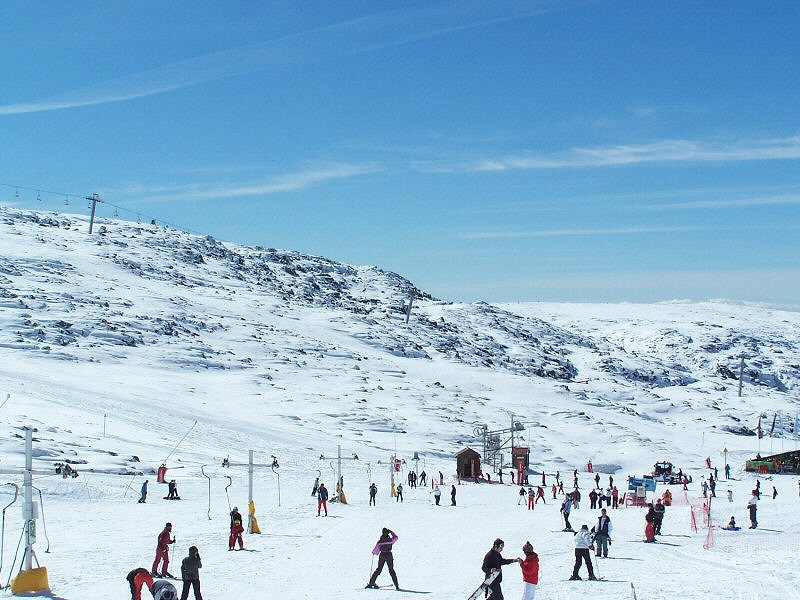
Esqui na Torre
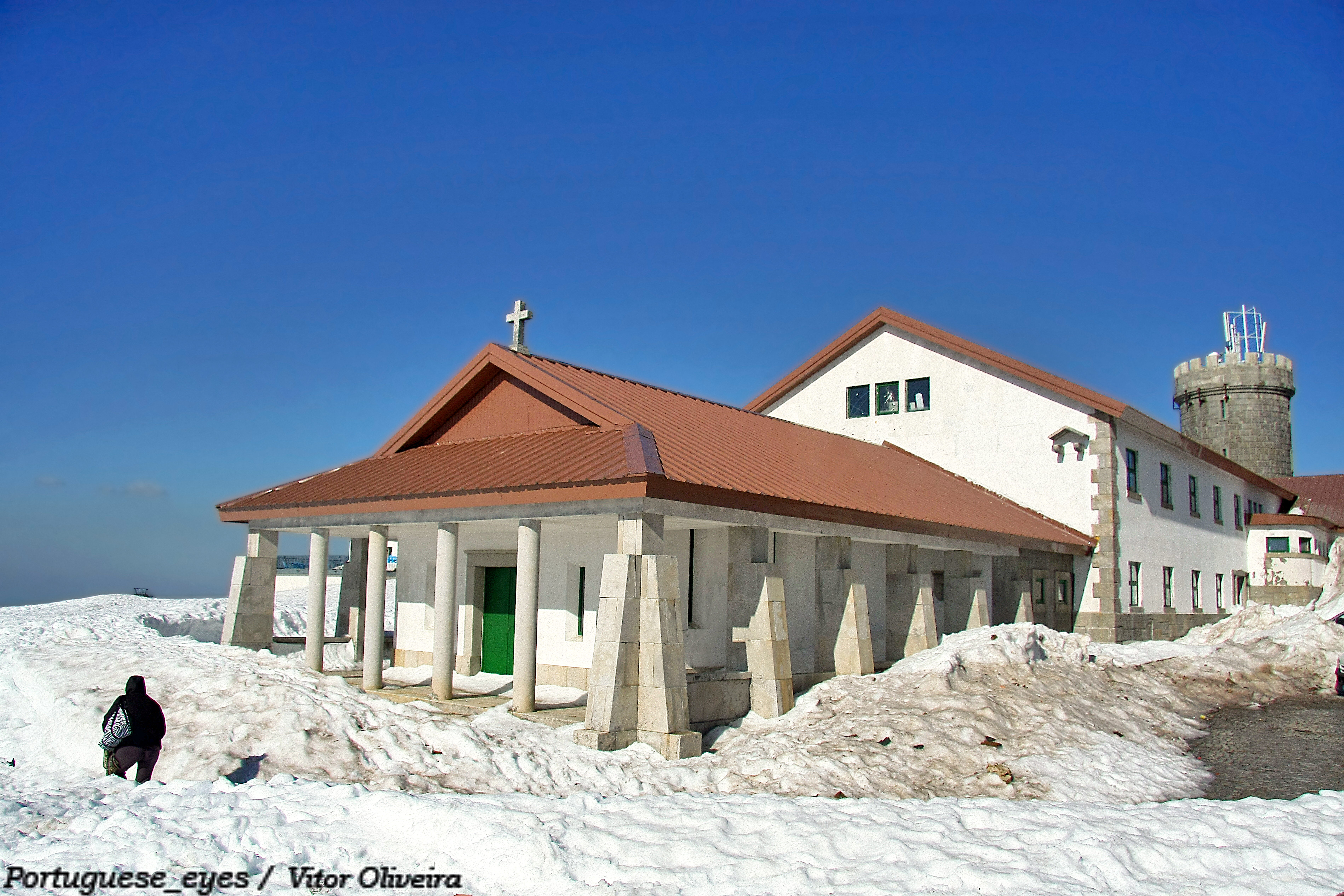
Capela Nossa Senhora do Ar, na Torre

## Ligações de interesse
- Até onde a vista alcança a partir de Torre, Serra da Estrela? Mapa e tabela de visibilidades.
- «Site com visita virtual à Torre e à Estância de Esqui da Serra da Estrela»
- «Site sobre a Torre e estância de esqui»
- «Região de Turismo da Serra da Estrela»
- «Câmara Municipal de Seia»
- «Câmara Municipal de Manteigas»
- «Observação de aves na Serra da Estrela»
- «Página do Parque Natural da Serra da Estrela (ICNB)»
- «Serra da Estrela - previsão meteorológica, condições da neve e informação turística» (em inglês)